# Janez Janša
Ivan Janša, detto Janez (Lubiana, 17 settembre 1958) è un politico sloveno, leader del Partito Democratico Sloveno dal 1993 e Primo ministro della Slovenia dal 3 marzo 2020 al 1º giugno 2022. 
In precedenza è stato Primo ministro dal 3 dicembre 2004 al 21 novembre 2008 e dal 10 febbraio 2012 al 20 marzo 2013.

## Biografia
Janša si laureò all'Università di Lubiana con una tesi in studi difensivi nel 1982, diventando successivamente apprendista al Segretariato della Difesa della Repubblica Socialista di Slovenia. Janša fu membro della Lega dei Comunisti di Jugoslavia e uno dei leader dell'ala giovanile del Partito in Slovenia. Presiedette il Comitato per la Difesa della base popolare e della autodifesa sociale dell'Alleanza della gioventù socialista di Slovenia (ZSMS - Zveza socialistične mladine Slovenije).

### Contestatore dell'Armata Popolare di Jugoslavia
Nel 1983 Janša cominciò a pubblicare articoli di contestazione contro l'Armata Popolare di Jugoslavia (JNA) sulla rivista indipendente Mladina. In conseguenza alle sue critiche, gli fu impedito di pubblicare liberamente, la sua rielezione a presidente del Comitato dell'Alleanza della gioventù socialista fu bloccata nel 1984 e nel 1985 gli fu ritirato il passaporto. In questo periodo si guadagnò da vivere scrivendo programmi per computer e facendo da guida alpina.
La parziale liberalizzazione avvenuta nella seconda metà degli anni Ottanta permise a Janša di diventare segretario del "Giornale per la critica della Scienza" (1986) e di tornare a scrivere nella rivista Mladina. Il 30 maggio 1988 venne arrestato assieme ad altri giornalisti della rivista con l'accusa di aver pubblicato illegalmente documenti contenenti segreti militari. Il processo fu condotto senza rappresentanza legale per gli accusati e in serbo-croato invece che in sloveno. Janša fu condannato a 18 mesi di reclusione, inizialmente nella prigione di massima sicurezza di Dob, ma a seguito di forti pubbliche proteste (che segnarono l'inizio della cosiddetta Primavera slovena), fu trasferito nella prigione di Ig. Venne rilasciato dopo circa sei mesi dalla sentenza e divenne direttore del settimanale politico sloveno Demokracija (Democrazia), dove rimase fino alle elezioni del maggio 1990.
A febbraio del 2019 contestò il presidente di allora Boris Pahor per un suo tweet contro una manifestazione di esponenti politici del centro-destra in ricordo delle Foibe accusandolo di "travisare la storia e aggiungendo che il fascismo ed i suoi crimini orribili sono stati smascherati, mentre Mussolini è stato impiccato dagli stessi italiani. "In Slovenia - ha aggiunto Janša - i comunisti sloveni in pochi mesi hanno ammazzato più sloveni che i fascisti in vent'anni".

### Ministro della Difesa e leader del Partito Socialdemocratico
Nel 1989 Janša collaborò alla fondazione di uno dei primi partiti d'opposizione in Slovenia, l'Unione Democratica Slovena (SDZ - Slovenska demokratska zveza), di cui divenne il primo vicepresidente e poi il presidente del Consiglio Interno. Dopo le prime elezioni libere nel maggio 1990 fu nominato ministro della difesa nel nuovo governo democratico. Fu ministro della difesa durante la Guerra d'indipendenza slovena, protrattasi per dieci giorni nel giugno-luglio 1991.
Dopo la scissione del SDZ nel 1991 Janša divenne membro del Partito Socialdemocratico di Slovenia (ribattezzato Partito Democratico Sloveno nel 2003). Nel maggio 1993 fu eletto presidente del partito e fu confermato nell'incarico nel 1995, 1999 e nel 2001. Rimase ministro della difesa fino al marzo 1994, quando fu accusato di aver consentito severe interferenze dei servizi segreti militari nella sfera civile e fu rimosso dall'incarico dal Primo Ministro Janez Drnovšek. Un'inchiesta successiva scagionò Janša da tali accuse. La rimozione di Janša dal governo provocò forti proteste da parte da alcuni settori della società e specialmente da quelli vicini alla destra democratica, che rafforzarono la posizione del Partito socialdemocratico, ma che lo spinsero verso posizioni più conservatrici. A seguito di questi eventi, il Partito socialdemocratico lasciò la maggioranza di governo e assunse per un intero decennio una posizione di netta opposizione ai governi della Democrazia Liberale di Slovenia (LDS - Liberalna demokracija Slovenije).
Dal giugno al novembre 2000 Janša fu nuovamente ministro della difesa nel governo di Andrej Bajuk. Durante il suo mandato introdusse i curati nelle forze armate.

### Primo Ministro

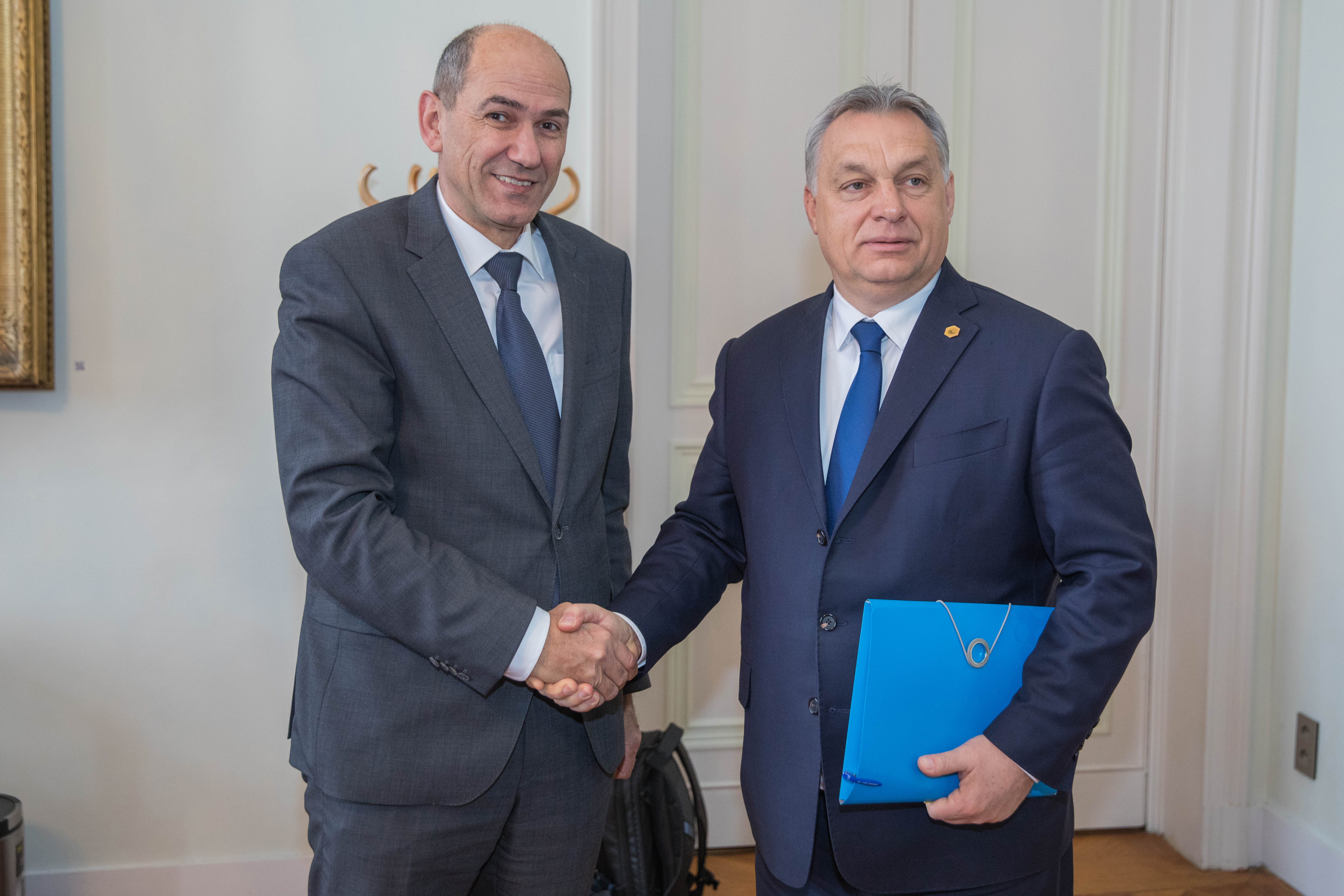
Janša con uno dei suoi più stretti alleati, il Primo Ministro ungherese Viktor Orbán al summit PPE, 22 marzo 2018

A seguito delle elezioni generali 2004 Janša fu eletto Presidente del governo sloveno il 9 novembre 2004, raccogliendo i voti di 57 dei 90 deputati. Assunse ufficialmente la carica il 3 dicembre 2004. Le elezioni del 2008 furono vinte dall'opposizione, per cui Janša lasciò la carica di Primo Ministro.
Durante la prima commemorazione a Portorose della Giornata del ritorno della Primorska (Litorale sloveno) alla madrepatria nel 2005, istituita come risposta al "Giorno del ricordo" istituito dal Parlamento italiano in memoria dei caduti delle foibe e degli esuli istriani, fiumani e dalmati, Janša dichiarò che se dopo la seconda guerra mondiale «il regime jugoslavo non avesse trascinato il Paese al di là della cortina di ferro, avremmo potuto contare anche su Trieste, Gorizia e la Slavia friulana". L'opportunità della celebrazione di Portorose fu criticata dalla comunità italiana autoctona.
Dopo le elezioni del 2011 Janša fu eletto nuovamente Primo Ministro con l'appoggio di 5 partiti; nel 2013 il governo cadde per un voto di sfiducia presentato dopo le accuse di corruzione mosse dalla Commissione per la Prevenzione della Corruzione.

### La condanna
Il 5 giugno 2013 Janša è stato condannato a 2 anni di reclusione per corruzione nel Caso Patria. La condanna è stata poi confermata e nel giugno 2014 Janša ha cominciato a scontare la pena in carcere. Nell'aprile 2015 la Corte costituzionale slovena ha annullato la condanna di Janša, che è così stato scarcerato.

### La fondazione di Nova24TV
Nel 2015 ha fondato, con altri esponenti del partito SDS, l'emittente Nova24TV che pubblica contenuti politicamente orientati di destra estrema. Propone regolarmente teorie del complotto o servizi fuorvianti e falsi sulle politiche migratorie, i musulmani, la comunità LGBT+.
L'emittente è stata destinataria tra il 2016 e il 2018 di finanziamenti per oltre 3,5 milioni di euro da parte di imprenditori ungheresi, considerati politicamente affini a Viktor Orbán. Secondo gli osservatori questo lo ha avvicinato al primo ministro ungherese.

### Ritorno al governo

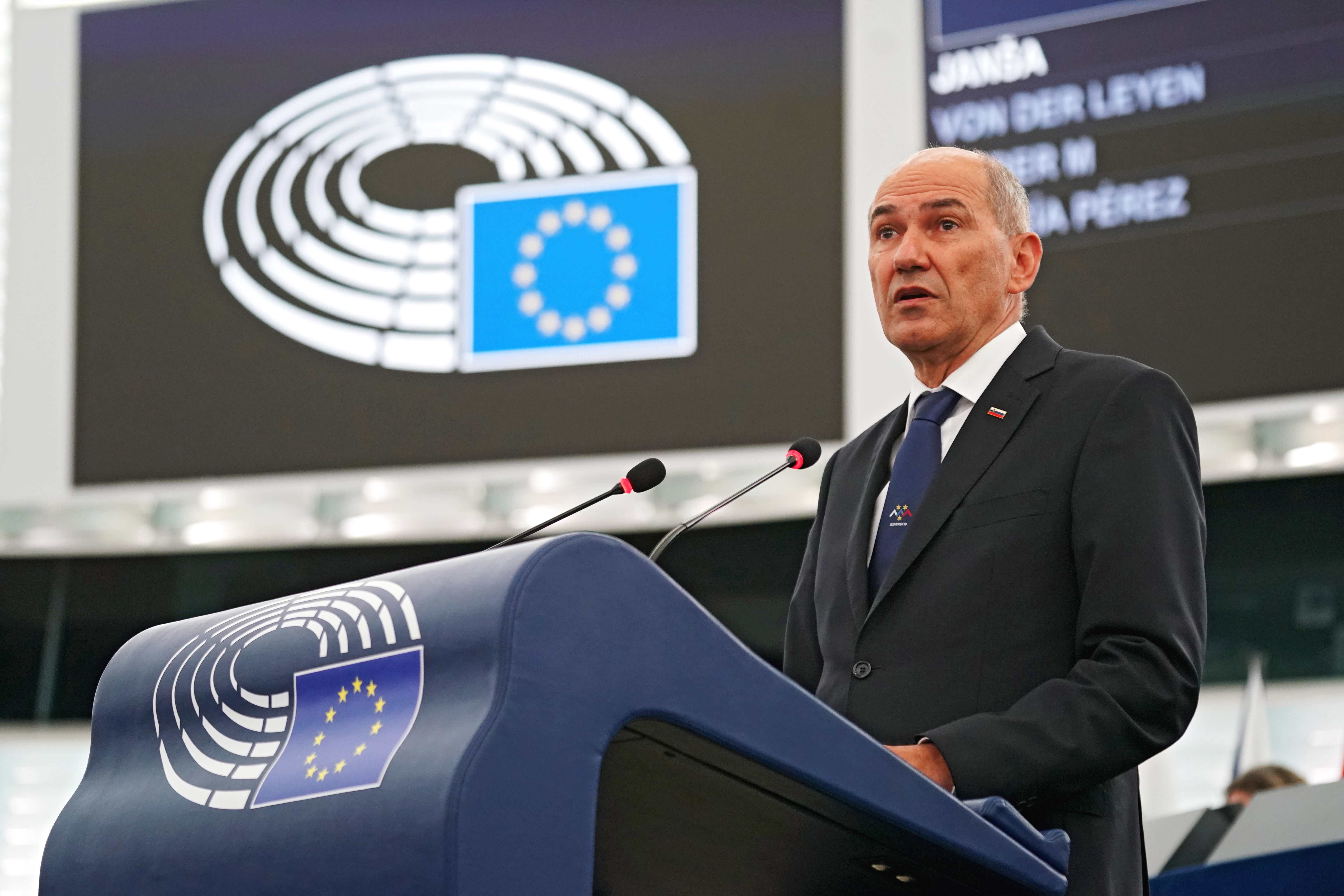
Janša si rivolge al Parlamento europeo durante la presidenza slovena del Consiglio dell'Unione europea.

Il 13 marzo 2020, in seguito alle dimissioni di Marjan Šarec, è stato nominato per la terza volta primo ministro. Ha perseguito una politica nazionalista conservatrice con una forte retorica anti immigrazione. Dopo l'insediamento, ha presentato progetti di riforma per limitare la libertà dei media e ha proposto di fare lo stesso con la magistratura. Nei primi mesi di governo ha accentrato il potere su se stesso.
Dopo le elezioni presidenziali statunitensi del 2020 è stato l'unico capo di governo del mondo a congratularsi pubblicamente con Donald Trump e non con Joe Biden per la vittoria delle elezioni spedendo anche una serie di tweet in cui parlava di complotto. Janša è uno stretto alleato del premier ungherese Viktor Orbán.
A inizio luglio, Janša assume per la Slovenia la presidenza di turno del Consiglio dell’Unione Europea.

## Vita privata
Janša ebbe una lunga relazione con Silva Predalič, da cui ebbe un figlio e una figlia.
Dal luglio 2009, Janša è sposato con Urška Bačovnik di Velenje. I due si frequentavano dal 2006. Nell'agosto 2011 è nato il loro figlio Črtomir. Il secondo figlio, Jakob, è nato nell'agosto 2013.
È un alpinista attivo, golfista, calciatore, sciatore e snowboarder.

## Opere
Janez Janša ha pubblicato diversi libri, di cui i due più noti sono Premiki (Manovre, pubblicato nel 1992 e in seguito tradotto in inglese come The Making of the Slovenian State) e Okopi (Barricate, 1994), nella quale espone la sua visione della travagliata transizione slovena verso la democrazia parlamentare.